# Unter Verdacht
Unter Verdacht è una serie televisiva tedesca di genere poliziesco, prodotta dal 2002 al 2019 da Pro GmbH e Eikon Media e trasmessa dalle emittenti arte e ZDF. Protagonisti della serie sono Senta Berger, Gerd Anthoff e Rudolf Krause.
La serie si compone di 30 episodi in formato di film TV. Il primo episodio, intitolato Verdecktes Spiel, è stato trasmesso in prima visione il 2 agosto 2002; l'ultimo, intitolato Evas letzter Gang, è stato trasmesso in prima visione 25 ottobre 2019.

## Trama
Protagonista è la Dott.ssa Eva Prohacek, che dirige il dipartimento di reati contro il patrimonio nel commissariato di Monaco di Baviera.

## Episodi
| Nr | Titolo originale                     | Titolo italiano | Prima TV Germania |
| -- | ------------------------------------ | --------------- | ----------------- |
| 1  | Verdecktes Spiel                     |                 | 2 agosto 2002     |
| 2  | Eine Landpartie                      |                 | 15 febbraio 2003  |
| 3  | Gipfelstürmer                        |                 | 23 aprile 2004    |
| 4  | Beste Freunde                        |                 | 3 settembre 2004  |
| 5  | Das Karussell                        |                 | 3 giugno 2005     |
| 6  | Willkommen im Club                   |                 | 8 aprile 2006     |
| 7  | Atemlos                              |                 | 18 novembre 2006  |
| 8  | Ein neues Leben                      |                 | 30 dicembre 2006  |
| 9  | Hase und Igel                        |                 | 11 agosto 2007    |
| 10 | Das Geld anderer Leute               |                 | 23 novembre 2007  |
| 11 | Brubeck                              |                 | 29 agosto 2008    |
| 12 | Die falsche Frau                     |                 | 10 ottobre 2008   |
| 13 | Der schmale Grat                     |                 | 14 agosto 2009    |
| 14 | Tausend Augen                        |                 | 20 novembre 2009  |
| 15 | Laufen und Schießen                  |                 | 10 dicembre 2010  |
| 16 | Rückkehr                             |                 | 13 maggio 2011    |
| 17 | Elegante Lösung                      |                 | 4 novembre 2011   |
| 18 | Persönliche Sicherheiten             |                 | 16 dicembre 2011  |
| 19 | Das Blut der Erde                    |                 | 11 gennaio 2013   |
| 20 | Ohne Vergebung                       |                 | 25 ottobre 2013   |
| 21 | Türkische Frütchen                   |                 | 8 novembre 2013   |
| 22 | Mutterseelenallein                   |                 | 11 aprile 2014    |
| 23 | Grauzone                             |                 | 13 marzo 2015     |
| 24 | Ein Richter                          |                 | 23 ottobre 201    |
| 25 | Betongold                            |                 | 5 febbraio 2016   |
| 26 | Verlorene Sicherheit (prima parte)   |                 | 4 maggio 2017     |
| 27 | Verlorene Sicherheit (seconda parte) |                 | 4 maggio 2017     |
| 28 | Die Guten und die Bösen              |                 | 10 novembre 2017  |
| 29 | Verschlusssache                      |                 | 12 gennaio 2018   |
| 30 | Evas letzter Gang                    |                 | 25 ottobre 2019   |

## Personaggi e interpreti
- Dott.ssa Eva Maria Prohacek, interpretata da Senta Berger (ep. 1-30)[3]
- Dott. Claus Reiter, interpretato da Gerd Anthoff (ep. 1-30)[3]
- André Langner, interpretato Rudolf Krause (29 episodi)[3]